# مامادو فاي
مامادو فاي (بالفرنسية: Mamadou Faye)‏ هو لاعب كرة قدم سنغالي في مركز الوسط، ولد في 31 ديسمبر 1967 في داكار في السنغال. شارك مع منتخب السنغال لكرة القدم. أما مع النوادي، فقد لعب مع نادي باستيا ونادي جازيليك أجاكسيو.

## وصلات خارجية
- مامادو فاي على موقع قاعدة بيانات كرة القدم.إي يو (الإنجليزية)
- مامادو فاي على موقع ناشيونال فوتبول تيمز (الإنجليزية)